# Studio Six
Studio Six was een Schotse psychedelische rockband met als leadzanger Colin McClure en leadgitarist en songwriter Neil Grimshaw. De band was een van de topacts van Glasgow in de jaren 1966/67. De bandleden droegen op-art-shirts die waren ontwikkeld door Grimshaw, die studeerde aan de kunstacademie (College of Art) van Glasgow.
De band bracht in het midden van de jaren zestig verschillende singles uit, waaronder het nummer Times were when dat door Grimshaw was geschreven. Het betekende slechts een van de nummers voor Studio Six. Voor de Nederlandse band The Cats, die net van leadzanger waren omgeschakeld naar Piet Veerman, betekende dit nummer in 1968 echter het begin van hun succesvolle periode.
In 1966 en 1967 verschenen vier singles van Studio Six bij het label Polydor. De singles groeiden volgens Radio Londen uit tot een verzamelobject. Bless my soul werd in 1969 nogmaals uitgebracht. Daarna verdween de band weer uit beeld.

## Discografie
De volgende singles werden uitgebracht door Studio Six:
- 1966: When I see my baby
- 1967: Bless my soul
- 1967: Times Were When
- 1967: Strawberry window

## Bezetting
De band had de volgende bezetting, met de wisselingen per instrument erachter. Breakey speelde ervoor bij The Poets en Mike Sergeant erna bij onder meer Banda Do Casaco en Quinteto Académico.
- Zang: Colin McClure
- Leadgitaar: Neil Grimshaw,
- Ritmisch gitaar: Clive McClure
- Basgitaar: Gerry Tedeschi; George McNally; Malcolm Sergeant
- Toetsen: Ricky Kerr; Douglas Jarvis; George McNally; Mike Sergeant
- Drums: Ron Milne; Jim Breakey